# Ablenkfrequenz
Als Ablenkfrequenz bezeichnet man die Zeilen- und Bildwechselfrequenz von Röhrenmonitoren.
Die Bilder werden auf Bildröhren normalerweise zeilenweise geschrieben. Als horizontale Ablenkfrequenz bezeichnet man dabei die Anzahl der geschriebenen Zeilen pro Zeitspanne. Die vertikale Ablenkfrequenz bezeichnet die Anzahl Bilder pro Zeitspanne.
Innerhalb von Fernsehgeräten mit Bildröhren ist jeweils ein Kippteil mit der horizontalen und vertikalen Ablenkfrequenz nötig, dessen Ausgangssignal auf Ablenkspulen an der Bildröhre geführt wird.
In Europa beträgt die Zeilenfrequenz 15.625 Hz, die vertikale Ablenkfrequenz 50 Hz. Durch das Zeilensprungverfahren wird jedes Bild als zwei Halbbilder übertragen, so dass die Bildfrequenz hier nur 25 Hz beträgt. Dadurch ist nur die Übertragung von 25 Bildern erforderlich, dem Auge werden jedoch 50 Halbbilder präsentiert, wodurch das Flimmern stark vermindert wird. Die Methode halbiert die erforderliche Übertragungsbandbreite bei ähnlicher Qualität.